# Želetice (powiat Znojmo)
Želetice – gmina w Czechach, w powiecie Znojmo, w kraju południowomorawskim.
1 stycznia 2017 gminę zamieszkiwało 275 osób, a ich średni wiek wynosił 43,9 roku.